# Overstromingsrisico
Een overstromingsrisico is het product van de kans dat er een overstroming plaatsvindt en de gevolgen die zo'n overstroming kan hebben.
De overstromingskans wordt meestal uitgedrukt in een kans per jaar. De gevolgen in schade (euro's) en slachtoffers (aantal). Het risico heeft dus een economisch deel (euro's per jaar) ook wel het economisch risico genoemd en een deel dat wordt betiteld als slachtofferrisico (aantal slachtoffers per jaar).
De overstromingskans kan worden berekend met een probabilistisch model. In dit model moeten gegevens over de belasting (waterstanden en golven) en de sterkte van de waterkering (hoogte, grondopbouw) worden ingevoerd. 
De gevolgen van een overstroming worden vaak in twee stappen berekend. Ten eerste wordt met een waterloopkundig model (dit kan een rekenmodel of een fysiek model zijn) het waterstandsverloop gedurende de overstroming berekend. Uit deze berekeningen verkrijgen we resultaten als waterdiepte, stijgsnelheid van het water en stroomsnelheid. Met deze resultaten kunnen we weer de schade en het aantal slachtoffers schatten.
Vermenigvuldigen we nu de overstromingskans met de gevolgen dan bepalen we het overstromingsrisico. Door uit te gaan van een variabel stromingsverloop zal dit risico per locatie verschillen. Op deze manier kan men voor een gebied een overstromingsrisicokaart maken. Deze kaart geeft snel inzicht waar de risicovolle gebieden zich bevinden en geeft houvast voor het nemen van permanente dan wel noodmaatregelen voor dat specifieke gebied.

## Overstromingskans in Nederland
In de Waterwet zijn de volgende dijktrajecten gedefinieerd zoals in de figuren aangegeven. De kleuren geven de toelaatbare overstromingskans aan (zie de figuur "Legenda"). 

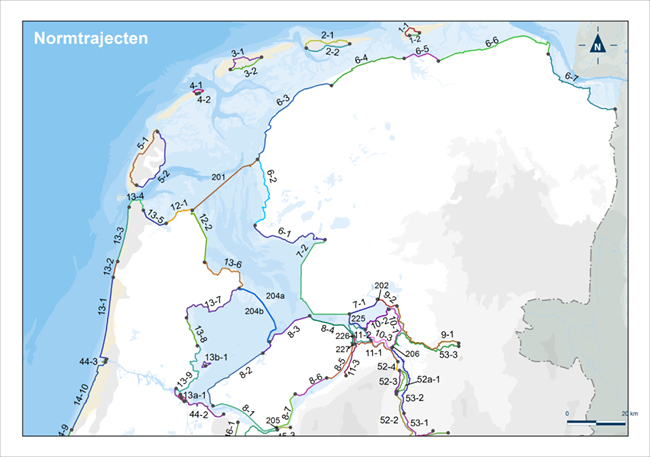
Toelaatabare inundatiekans voor dijksecties conform de Waterwet (Noord Nederland)

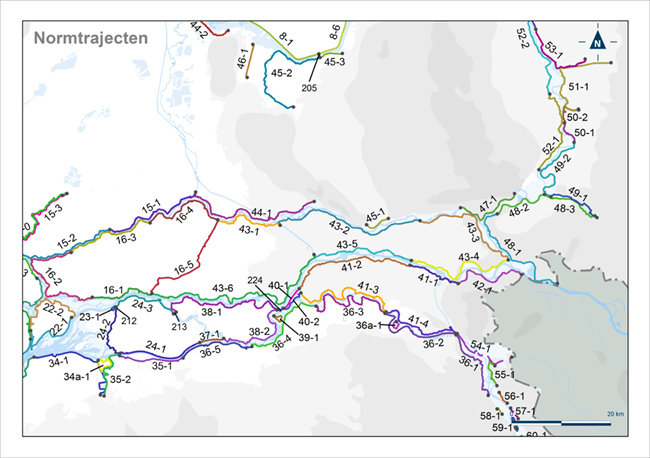
Toelaatabare inundatiekans voor dijksecties conform de Waterwet (Midden Nederland))

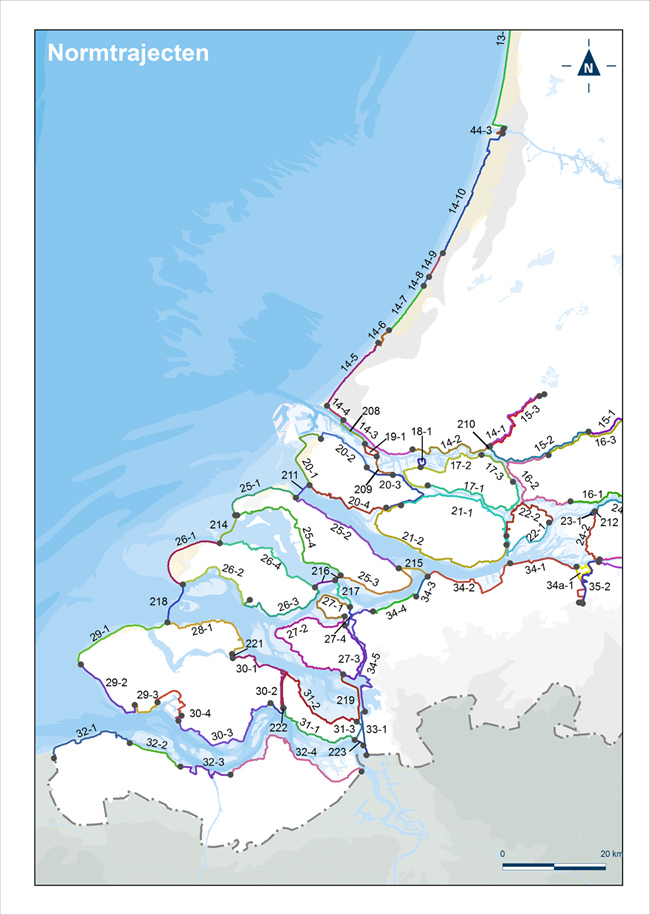
Toelaatabare inundatiekans voor dijksecties conform de Waterwet (Deltagebied))

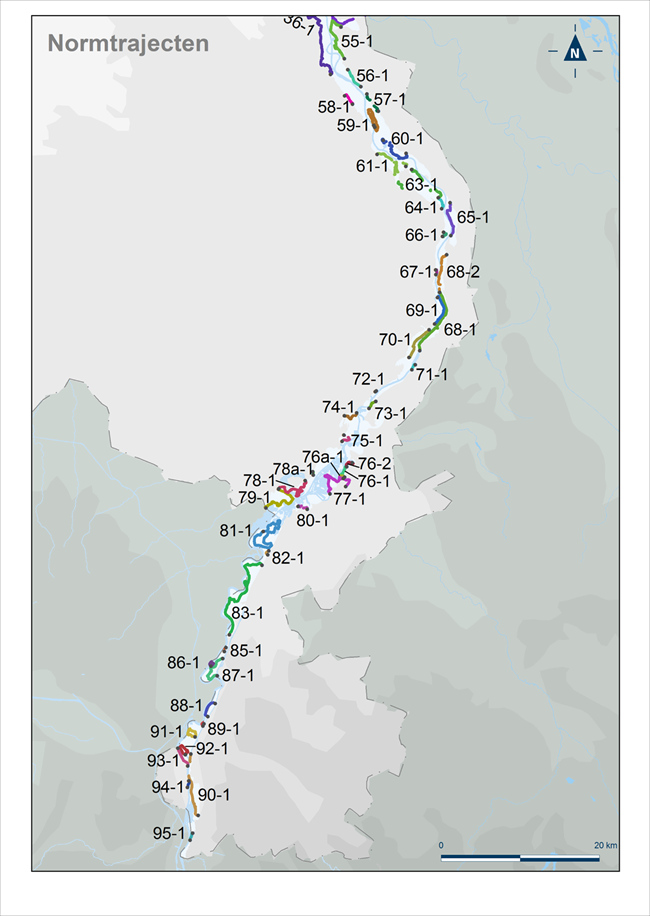
Toelaatabare inundatiekans voor dijksecties conform de Waterwet (Zuid-Oost Nederland))

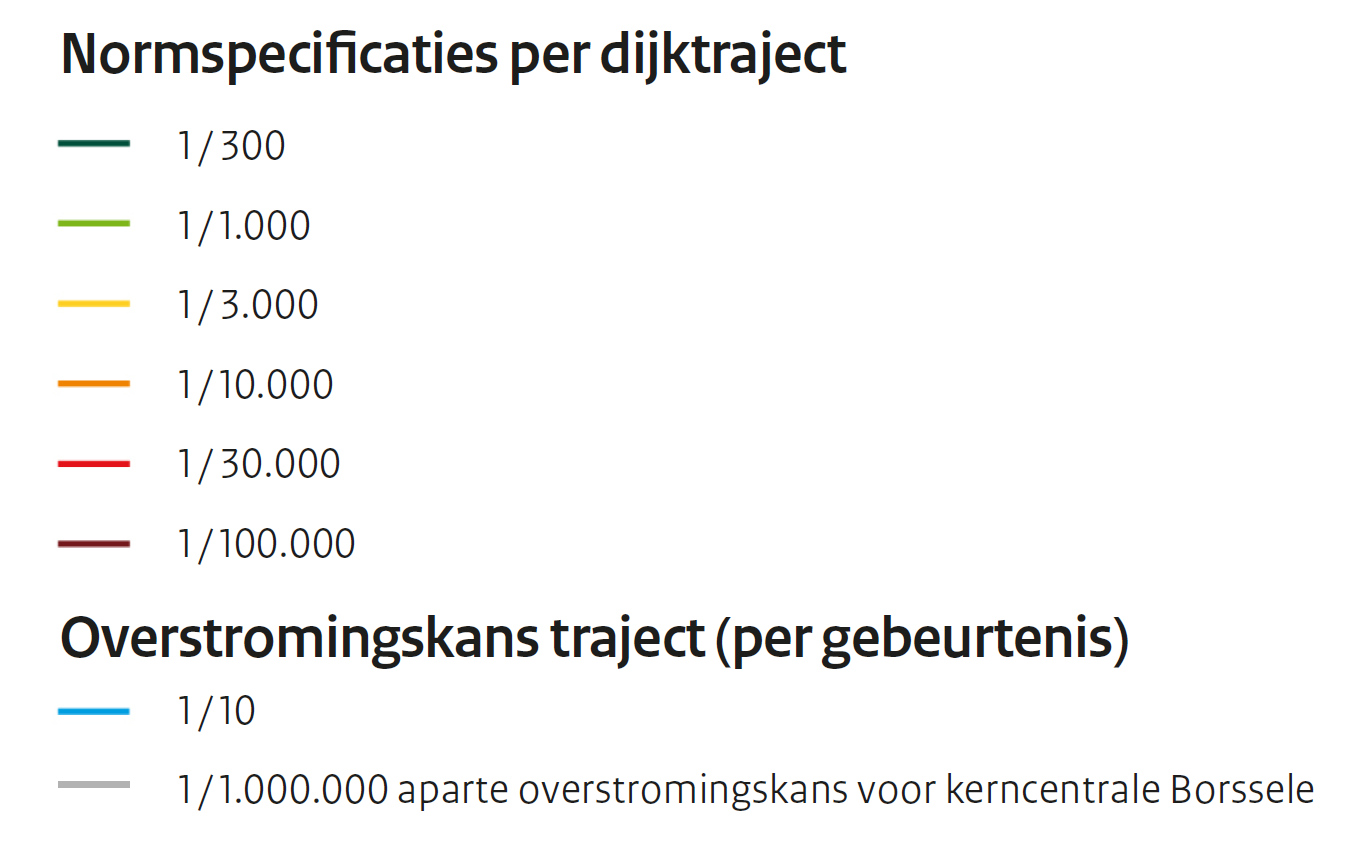
Legenda bij de toelaatabare inundatiekans voor dijksecties conform de Waterwet

Tot 2017 werd de norm voor waterveiligheid uitgedrukt als een waterstand die veilig gekeerd moest worden, waarmee de norm zich alleen op de belasting richtte. Dus feitelijk een overschrijdingskans van de belasting (het hoge water). De sterkte van de waterkering speelde wel een grote rol, maar was niet expliciet opgenomen in het normgetal. De nieuwe norm is uitgedrukt als een overstromingskans. De belangrijkste reden om over te gaan op een overstromingskans is dat deze kans de mate van bescherming tegen overstromingen goed uitdrukt. De overstromingskans hangt immers af van zowel van de hydraulische belastingen (waterstanden en golven) als de sterkte van de kering (hoogte, breedte, materiaalsoort, enzovoort). 
De nieuwe norm is gebaseerd op het overstromingsrisico. Risico heeft betrekking op zowel de kans op als de gevolgen van een overstroming. De gevolgen zijn beter in beeld gebracht dan in het verleden, met meer aandacht voor slachtoffers (doden) en getroffenen. Voor het eerst heeft het slachtofferrisico een expliciete rol gespeeld bij de actualisatie van de normen voor de waterkeringen. Het Nederlandse overheid heeft besloten dat de kans op overlijden door een overstroming in alle beschermde gebieden in Nederland kleiner moet zijn dan 1/100.000 per jaar.
In de Nederlandse wetgeving is in principe uitgegaan van een toelaatbaar overstromingsrisico per dijksectie. Echter, omdat het risico afhangt van de waarde van het te beschermen gebied is dit getal niet in de wet opgenomen. Als dit wel het geval zou zijn, zou een dijkbeheerder (waterschap) iedere keer als de waarde van het te beschermen gebied toeneemt (bijv. omdat er een nieuwe fabriek gebouwd wordt), de dijk moeten versterken. Daarom is er in de wet voor gekozen om de overstromingskans als getal in de wet op te nemen. Bij een wetsherziening (bijv. om de 25 jaar) kan dan bezien worden of de gekozen overstromingskansen nog steeds correct zijn.
De dijkbeheerder moet wel regelmatig controleren of een dijk nog steeds de vereiste minimale overstromingskans heeft.

## Overstromingsrichtlijn
Als aanvulling bij de Kaderrichtlijn Water werd in 2007 een Europese richtlijn voor het inschatten en beheren van overstromingsrisico’s goedgekeurd. Deze Overstromingsrichtlijn is bedoeld om de negatieve gevolgen van overstromingen voor de mens, het milieu, het cultureel erfgoed en de economische bedrijvigheid te beperken. Zij werd in Vlaanderen in 2010 omgezet in officieel beleid.
In Nederland is de regelgeving van de EU richtlijn opgenomen in de Waterwet. Die is echter daar niet één-op-één in terug te vinden, omdat de situatie in Nederland iets anders is. In bijna alle Europese landen ontstaan overstromingen doordat rivieren buiten hun oevers treden of een storm op zee tijdens die storm een overstroming veroorzaakt. Dit zijn meestal onbedijkte of marginaal bedijkte gronden, met een overstromingskans van meer dan 1/500 per jaar. Bescherming van deze gebieden tegen overstroming is duurder dan maatregelen nemen tegen die overstroming. Omdat Nederland zo laag ligt, is het in Nederland zinvol om maatregelen tegen overstroming te nemen. Het is daarom belangrijk om meer aandacht te besteden aan regelgeving voor overstromings-voorkoming dan voor het minimaliseren van schade bij overstroming

## Meerlaagse Veiligheid (Nederland)
De richtlijnen van de Overstromingsrichtlijn zijn naast in de Waterwet ook opgenomen in de beleidsnota Waterveiligheid. Deze gaat vooral in op Meerlaagse Veiligheid, met als achtergrondgedachte dat meer aandacht voor Meerlaagse Veiligheid de inspanning voor de dijkverbetering zou kunnen verminderen. Meerlaagse Veiligheid houdt in dat overstromingsrisico’s worden bestreden door een combinatie van waterkeringen (laag 1), ruimtelijke ordening (laag 2) en crisisbeheersing (laag 3). Voor 2010 was er vooral aandacht voor de bouw van sterke waterkeringen (laag 1). In het kader van het Meerlaags Veiligheidsbeleid moet dit dus in samenhang gebeuren met een waterbestendige buitenruimte (laag 2) en een adequate crisisbeheersing (laag 3).
Voor 2010 bestond de uitvoering van het  waterveiligheidsbeleid hoofdzakelijk uit een vijfjaarlijkse onderhoudscyclus van dijken, bestaande uit toetsen, normeren en versterken. Hierin worden maatregelen in de ruimtelijke ordening om de gevolgen te beperken (laag 2) niet of nauwelijks overwogen. Voorbeelden van zulke maatregelen zijn het lokaal beschermen van ziekenhuizen, scholen of nutsvoorzieningen. Naast de vijfjaarlijkse onderhoudscyclus is er na 2010 wel meer aandacht voor crisisbeheersing (laag 3). 
Zo zijn er calamiteitenplannen en draaiboeken opgesteld en wordt er geoefend met overstromingsscenario’s. Echter, maatregelen in de ruimtelijke ordening (laag 2) om deze crisisbeheersing te verbeteren zijn nog weinig aan de orde. Zo worden belangrijke ontsluitingswegen momenteel niet verhoogd aangelegd om evacuaties te bevorderen, en is ook de voorziening van drinkwater tijdens rampen niet gegarandeerd. Het waterveiligheids-beleid blijft zich focussen op het versterken van waterkeringen (laag 1), waarin dan ook veruit het meeste geld omgaat. In veel mindere mate wordt aandacht gegeven aan crisisbeheersing (laag 3). Voorbeelden uit landen als het Verenigd Koninkrijk en Japan gaven de indruk dat er meer mogelijk is op het gebied van crisisbeheersing. Kansen in de ruimtelijke ordening (laag 2) worden niet benut, mede omdat er veel onduidelijkheid is over de vragen ‘wie doet wat’ en ‘hoe wordt dat geregeld’. 
Onderzoek in de jaren 2010-2020 heeft echter laten zien dat in de Nederlandse situatie (met laaggelegen polders) een kosten/baten analyse aantoont dat investeringen in laag 1 veel doelmatiger zijn dan in laag 2 en 3. Hierdoor is de focus op laag 2 en 3 sinds 2015 wel minder geworden, maar het heeft nog steeds aandacht. 